# Acanthochitona worsfoldi
Acanthochitona worsfoldi är en blötdjursart som beskrevs av Israel Lyons 1988. Acanthochitona worsfoldi ingår i släktet Acanthochitona och familjen Acanthochitonidae. Inga underarter finns listade i Catalogue of Life.